# Tornrummets hemlighet
Tornrummets Hemlighet är skriven av Niklas Janz och är en äventyrs-/fantasyroman. Utgiven 2008, av förlaget Alfabeta.
Boken handlar om Mirjam som flyttar till Forshamra med sina föräldrar. I det nya husets tornrum hittar Mirjam 12 svarta skrivböcker, och hon finner detta en spännande läsning. Till en början i alla fall. Böckerna är skrivna av pojken Milan som bodde i huset innan Mirjam. Böckerna handlar om drömlandet Kangar och dess befolkning. Men allteftersom hon läser märke hon att det händer skumma saker runtomkring henne. Både i huset och utanför och hon börjar ana att det är något som inte står rätt till, varken med böckerna eller Milan. Av två granntanter får hon reda på att pojken försvunnit spårlöst och kort därefter att hans föräldrar omkommit i en bilolycka. Mirjam misstänker att detta inte kan vara en slump och ju mer hon läser skrivböckerna desto mer indragen i allt blir hon.
I skrivböckerna står det en hälsning från Milan, att den som läser böckerna inte får visa dem för någon. I böckerna får Mirjam reda på att Milan hamnat i stora problem i drömvärlden, och också i den vanliga världen där han tynar bort.
När en av skrivböckerna försvinner förstår Mirjam att det är någon mer som vill ha tag i dem, någon som stryker omkring utanför huset. Hon träffar också alltfler människor som verkar bära på stora hemligheter, och allt detta medan hon måste kämpa emot sina rädslor för att bli mobbad igen. Och drömvärlden kryper allt närmre.
En fristående fortsättning, Bandet som inte får brista, publicerades 2014.